# چارلز فابیان فیگوئردو سانتوس
چارلز فابیان فیگوئردو سانتوس (به پرتغالی: Charles Fabian Figueiredo Santos) مهاجم اهل برزیل است که در شهر Itapetinga و در تاریخ ۱۲ آوریل ۱۹۶۸ به دنیا آمده‌است.
چارلز فابیان فیگوئردو سانتوس در تیم‌های فوتبال باهیا سابقهٔ حضور دارد.